# موریندو
موریندو (انگلیسی: Murindó) نام یک منطقه مسکونی در کلمبیا است.